# SöStB – Bazin bis Rákos
Die SöStB – Bazin bis Rákos waren vier Schlepptenderlokomotiven der k.k. Südöstlichen Staatsbahn (SöStB) Österreich-Ungarns.
Die SöStB stockte mit diesen vier Maschinen ihren Bestand an 1B-Personenzuglokomotiven auf.
Die Lokomotiven wurden 1851 von der Wiener Neustädter Lokomotivfabrik geliefert und erhielten die Namen BAZIN, DÉVÉNY, LOSONCZ und RÁKOS und die Betriebsnummern 65–68.
Sie hatten einen Stehkessel mit hufeisenförmigem Rost und einen domlosen Kessel.
Als 1855 die SöStB an die Staats-Eisenbahn-Gesellschaft (StEG) verkauft wurde, erhielten die Maschinen zunächst die Betriebsnummern 92–95, ab 1873 26–29.
1891 kamen sie zur MÁV, die die RÁKOS ausmusterte, ohne ihr eine eigene Nummer zuzuweisen.
Die anderen Maschinen erhielten die Bezeichnung IIr 1283–1285, wurden aber schon 1895 (zwei Stück) und 1897 (ein Stück) ausgemustert.